# 25901 Ericbrooks
25901 Ericbrooks (tên chỉ định: 2000 YX99) là một tiểu hành tinh vành đai chính. Nó được phát hiện bởi dự án Nghiên cứu tiểu hành tinh gần Trái Đất Lincoln ở Socorro, New Mexico, ngày 30 tháng 12 năm 2000. Nó được đặt theo tên Eric David Brooks, a noted human geneticist in New York.